# Kojatín (přírodní rezervace)
Kojatín je přírodní rezervace v oblasti Štiavnické vrchy.
Nachází se v katastrálním území obce Voznica v okrese Žarnovica v Banskobystrickém kraji. Území bylo vyhlášeno či novelizováno v roce 1997 na rozloze 68,6300 ha. Ochranné pásmo nebylo stanoveno.